# 小行星49481
小行星49481（49481 Gisellarubini）是一颗绕太阳运转的小行星，为主小行星带小行星。该小行星于1999年1月24日发现。
該小行星以發現者的女朋友吉塞拉·魯比尼（Gisella Rubini）命名。

## 轨道参数
小行星49481的轨道半长轴为3.0938912 UA，离心率为0.13。